# Industria militar en Egipto

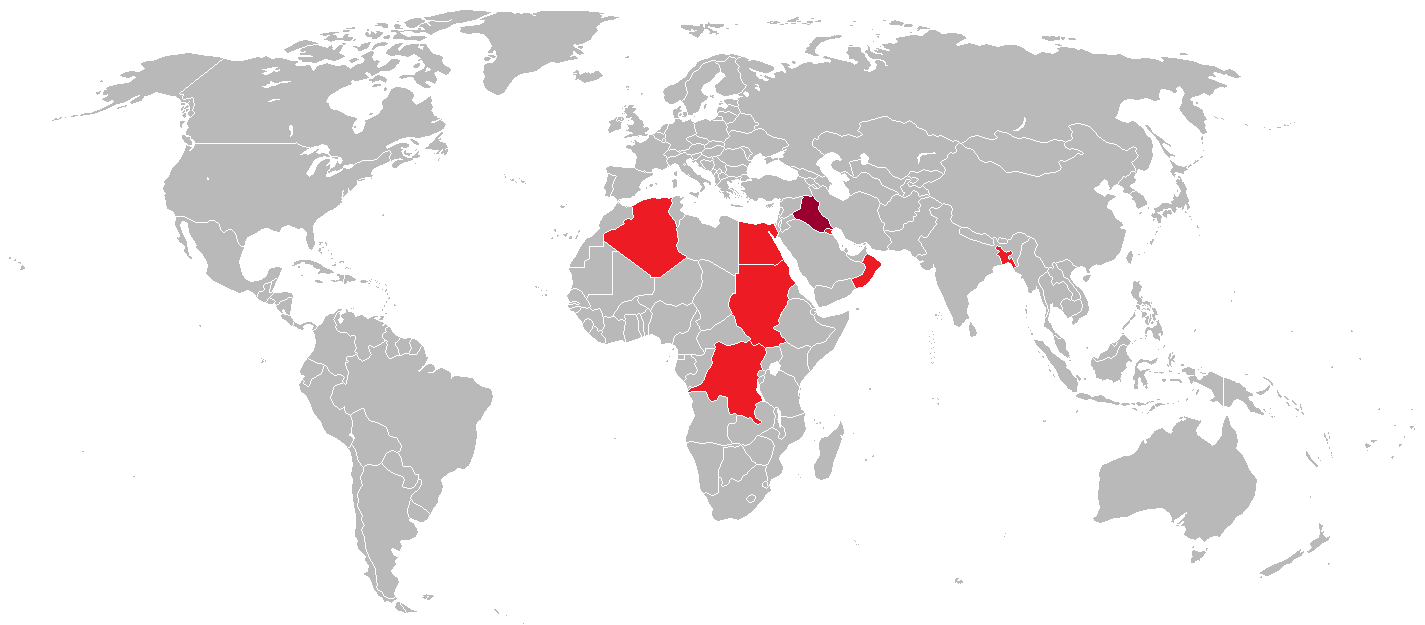
Mapa que muestra a los usuarios del vehículo blindado Fahd-240.

La industria militar egipcia es la más importante del mundo árabe. Las empresas estatales, bajo el control de la Autoridad de Armamento son los principales productores nacionales de los sistemas de defensa de Egipto. La Autoridad de Armamento es la responsable de seleccionar, desarrollar y adquirir los sistemas militares en representación del ejército; así como de asignar la producción a las fábricas nacionales o contratar a proveedores externos. En el Ministerio de Producción Militar, la Autoridad Nacional de Producción Militar supervisa un buen número de dichas fábricas, generalmente financiadas por la ayuda militar de Estados Unidos, las cuales realizan la mayor parte de las grandes compras de defensa del país, con un valor de 1.3 mil millones de dólares al año. Actualmente, los principales proyectos incluyen el tanque M1A1 Abrams, el programa de coproducción M88A2, IFF, el programa de reconstrucción HAWK y el Mentor Peace V. 

## Sobre la industria militar egipcia

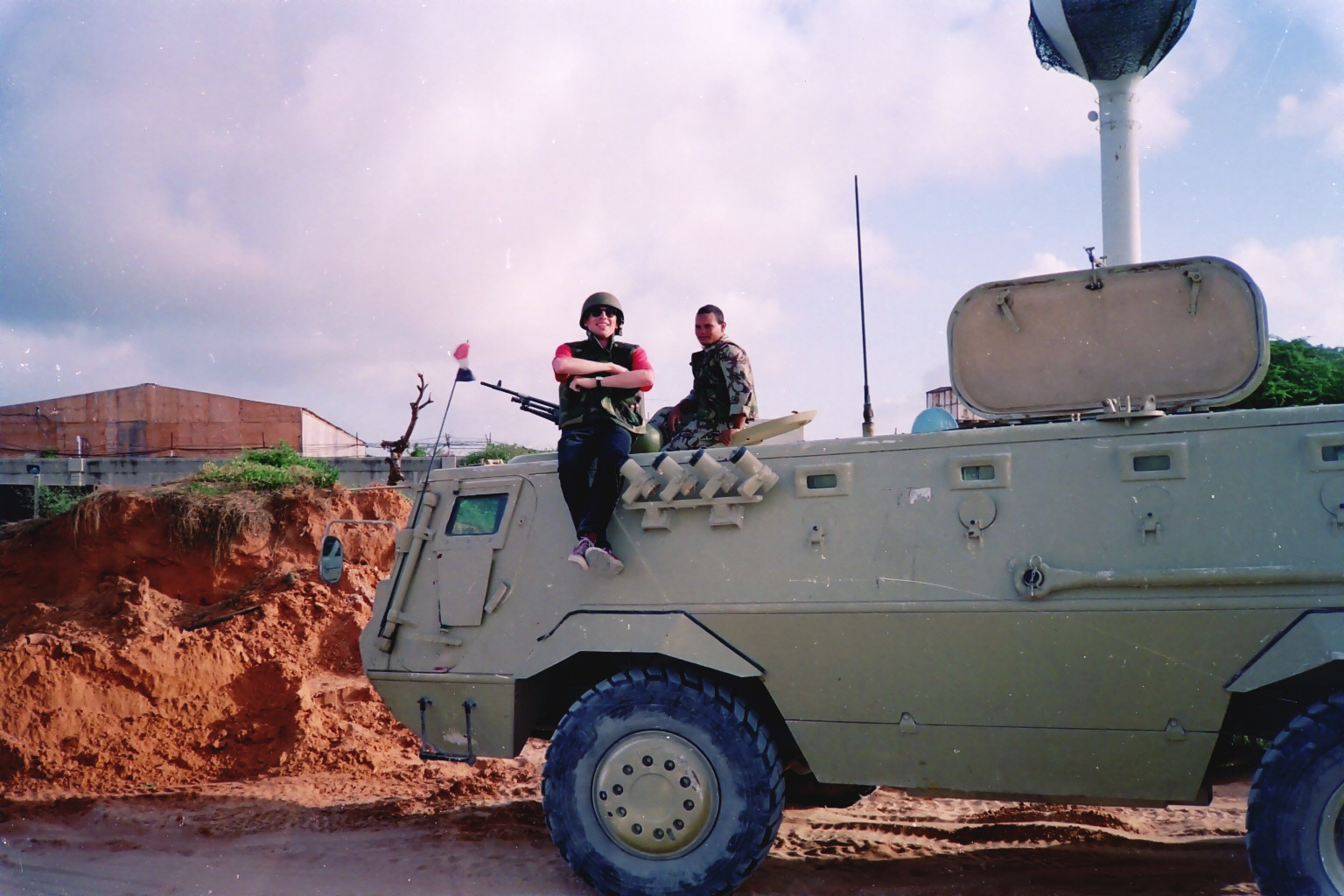
Fahd es un tipo de vehículo blindado egipcio

Egipto ha realizado grandes inversiones en armas y equipos militares, así como en instalaciones para desarrollar su industria militar. La industria militar de Egipto también es la más grande de Oriente Medio, y su producción cubre todos los ámbitos, incluyendo armas de infantería ligera, municiones, tanques y misiles aéreos. En cuanto a la industria de armas autorizada, Egipto coopera con varios países del mundo en el campo de la industrialización militar, como Estados Unidos, Rusia, Inglaterra, China, Sudáfrica , Francia, Gran Bretaña , Finlandia, entre otros; para producir propulsores de tanques y obuses, además de desarrollar y producir morteros antiaéreos, equipos de comunicaciones, sistemas de extinción de incendios y equipos militares y ópticos, donde ha consolidado una sólida experiencia. Egipto posee 16 fábricas militares y civiles de propiedad estatal, y tiene también el derecho de monopolizar la producción y recolección de municiones en el país. Por otro lado, el gobierno egipcio ha estado cooperando con España y Alemania durante los últimos 50 años, desarrollando su primer avión de combate a reacción en España. Los egipcios creen que la razón del lento ritmo de producción de equipos militares en su país se debe a la disponibilidad de una gran cantidad de armas rusas. Actualmente, Egipto depende de Estados Unidos y Rusia para comprar las armas y el equipo necesarios.
El objetivo de la industria militar nacional es asegurar las necesidades reales de Egipto, en tiempos de paz o guerra. Movilizado, el ejército alcanza un volumen de 1.2 millones de combatientes. En cuanto al mercado internacional de armas, no está entre los objetivos nacionales el . Básicamente, en la industria militar egipcia existe una diferencia entre lo que se anuncia o se destina a la misma, y lo que se está produciendo realmente por los sistemas de armas.
La industria armamentística egipcia puede clasificarse en términos de capacidades, potencial y rendimiento. En los años 80, Egipto producía armas pequeñas y medianas bajo licencia o reproducción. En la década de los 90 el armamento pesado fue introducido en la industria egipcia, y posteriormente esta pasó a diseñar sus propias armas pequeñas y medianas, así como a desarrollar y producir por sí misma armamento pesado. El volumen de producción militar de Egipto alcanzó los 3,8 mil millones de libras egipcias (unos 717 millones de dólares) en 2008, casi un 20% más que en 2007, de acuerdo con el Ministerio de Producción militar egipcio. El ministro Sayed Mashaal dijo que las fábricas militares producen 1.4 billón de libras en bienes civiles (unos 246 millones de dólares) en el año fiscal comprendido entre julio de 2007 al mismo mes del año 2008. Mashaal agregó que las ventas de los bienes civiles y militares producidos en las fábricas estatales ascendieron a 1.489 millones de libras (280 millones de dólares) aquel año, lo que supuso un aumento del 12% respecto al año anterior. Asimismo, el número de empleados en las fábricas estatales aumentó hasta 40 mil trabajadores, cuyos salarios ascendieron a 749 millones de libras (141 millones de dólares). El ministro egipcio afirmó el interés del Estado de no privatizar el sector de producción militar, como una válvula de seguridad para los ciudadanos y la sociedad. 
Actualmente, las fábricas militares egipcias exportan grandes cantidades de productos reciclados, además de sistemas y equipos de riego a Sudán y Etiopía. El Ministerio de Producción Militar egipcio también contribuye a las industrias y la construcción de carácter civil, a través de la edificación de panaderías y la construcción de redes de alcantarillado y carreteras.
"El principal enemigo del ejército egipcio es Israel, y quizás estarían en su lista de amenazas los países de la cuenca del Nilo o Irán, ya que su producción de armas de corto y medio alcance está orientada hacia la defensa contra ellos." 
La industria militar egipcia depende principalmente de cinco agentes de producción: 
1. Una agencia gubernamental que produce armas pequeñas y medianas, armamento terrestre, proyectiles, municiones, misiles tácticos estratégicos, radares, componentes de armas y sus requerimientos de metales y químicos necesarios para la producción de guerra es un grupo de compañías afiliadas al Ministerio de Producción Militar directamente bajo el nombre de la Autoridad Nacional de Producción Militar.
2. Un organismo internacional, la Organización Árabe para la Industrialización, especializado en la fabricación de misiles teledirigidos, aviones y algunos aparatos electrónicos.
3. Empresas privadas que producen simulaciones de entrenamiento.
4. Empresas pertenecientes en su totalidad al ejército egipcio. Son alrededor de 7 compañías, un grupo de diferentes líneas de producción especializadas en la producción de algunos tipos de municiones, misiles, repuestos para algunas armas y algunos componentes del desarrollo de armas; y una compañía conjunta entre la Autoridad Nacional de Proyectos de Servicio de las Fuerzas Armadas y la empresa francesa Thales. Actualmente, los franceses están produciendo dispositivos ópticos, sistemas de gestión de incendios para vehículos blindados, algunos tipos de tanques y sistemas de visión nocturna.
5. Dos arsenales de armas, uno de ellos especializado en la producción de lanzacohetes, fragatas, submarinos y buques de guerra; y el arsenal de Alejandría, especializado en la producción de barcos de transporte de hasta de 38,000 toneladas de tonelaje, barcos civiles y barcos de transporte militar. En el futuro también se espera la producción de dos barcos LST modernos para la armada egipcia con un valor de 400 millones de dólares, desplazamiento de 5,000 toneladas de seco y 160 metros de longitud.[20]

- La doctrina militar egipcia es esencialmente oriental, y depende en gran medida del secretismo, ya sea en cuanto a la cantidad de armamento o a la producción. Cada cierto tiempo se anuncian programas para desarrollar nuevas armas aunque sin entrar en detalles. En 2009, una fábrica egipcia ganó el Premio al Mejor Diseño de Placa Base del mundo, lo que muestra que hay diseños para sistemas informáticos en Egipto, además de múltiples empresas y oficinas de diseño en los campos de sistemas de comunicación.[21][22]

### El Ministerio de Producción Militar
El Ministerio de Producción Militar de Egipto es la institución responsable de la gestión, el desarrollo y la operación de las fábricas militares en la República Árabe de Egipto. Actualmente está dirigido por el General Ibrahim Younis, quien asumió el ministerio siendo primer ministro Ibrahim Mahlab, en febrero de 2014 .

## Organización Árabe para la Industrialización
La Organización Árabe para la Industrialización es uno de los pilares de la industria militar en Egipto y supervisa nueve fábricas militares que producen bienes civiles y militares. En 1993, el Reino de Arabia Saudí y los Emiratos Árabes Unidos otorgaron a Egipto sus acciones en la Organización, con un valor de 1,8 mil millones de dólares; convirtiéndose en un organismo totalmente controlado por el gobierno egipcio. La Organización emplea aproximadamente a 19.000 empleados, de los cuales 1.250 son ingenieros. Actualmente, la organización posee en su totalidad 12 fábricas y participa en dos proyectos junto al Instituto Árabe de Tecnología Avanzada